# سياور (سقز)
قرية سياور (بالكردية: سیاوەر) هي إحدى القرى التابعة لـمیره دیه في ريف قسم مركزي من مقاطعة سقز، في محافظة كردستان الإيرانية.

## السكان
حسب إحصاءات سنة 2006، بلغ إجمالي السكان في سياور 348 نسمة وعدد المساكن 68 مسكن. لغة سكان سياور هي اللغة الكردية و هم من أهل السنة والجماعة والمذهب الشافعي.